# Svenska studenthemmet i Paris

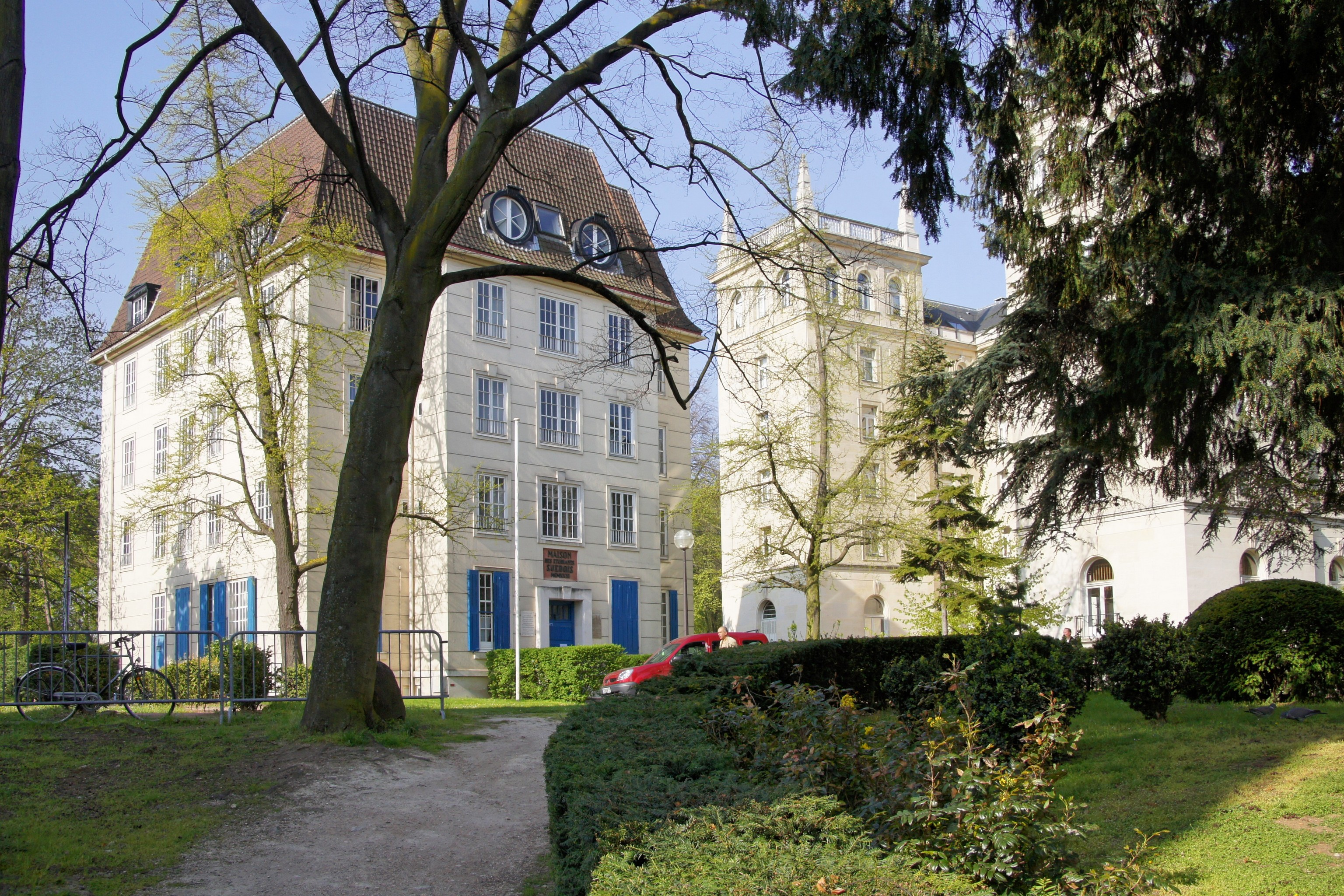
Svenska studenthemmet i Paris

Svenska studenthemmet i Paris eller Maison des Étudiants Suédois är ett av 43 studenthem i Cité internationale universitaire de Paris.

## Historik
Hemmet började byggas i slutet av 1920-talet efter en insamling av medel gjord av Amitié Franco-Suédoise och med bland andra prins Eugen som sponsorer. Huset ritades av Peder Clason och Germain Debré och invigdes 1 december 1931 av bland andra dåvarande kronprinsen och sedermera kung Gustaf VI Adolf samt franske presidenten Paul Doumer.
Bland föreståndarna kan nämnas Marianne och Bo Kärre som ansvarade för verksamheten på 1950-talet. På 1990-talet tog de initiativet till en vänförening som under en längre period verkade för att öka kunskapen om studenthemmet, stödja dess verksamhet samt underlätta för tidigare studenter att kunna träffas.

### Frågan om statligt driftstöd
Regeringen föreslog i budgetpropositionen för 2015 att det årliga statliga driftstödet, normalt omkring 1,9 miljoner kronor, skulle fasas ut. Efter omfattande protester drogs detta förslag tillbaka och för budgetåret 2018 erhölls ett driftstöd på 2,4 miljoner kronor.